# Zelotes bernardi
Zelotes bernardi este o specie de păianjeni din genul Zelotes, familia Gnaphosidae, descrisă de Marinaro, 1967.
Este endemică în Algeria. Conform Catalogue of Life specia Zelotes bernardi nu are subspecii cunoscute.